# Dune Fossili di Ariano Polesine
Dune Fossili di Ariano Polesine este o arie protejată (arie specială de conservare — SAC, sit de importanță comunitară — SCI) din Italia întinsă pe o suprafață de 101 ha, integral pe uscat.

## Localizare
Centrul sitului Dune Fossili di Ariano Polesine este situat la coordonatele 44°58′03″N 12°11′07″E / 44.9675°N 12.185278°E.

## Înființare
Situl Dune Fossili di Ariano Polesine a fost declarat sit de importanță comunitară în septembrie 1995 pentru a proteja un număr necunoscut de specii din flora spontană și fauna sălbatică aflate în arealul zonei. Situl a fost protejat și ca arie specială de conservare în iulie 2018.

## Biodiversitate
Situată în ecoregiunea continentală, aria protejată conține 3 habitate naturale: Dune cu vegetație ierboasă Malcolmietalia, Dune de coastă fixe cu vegetație erbacee („dune gri”), Dune împădurite cu Pinus pinea și/sau Pinus pinaster.
La baza desemnării sitului se află un număr nedeclarat de specii protejate:
Pe lângă speciile protejate, pe teritoriul sitului au mai fost identificate 5 specii de plante.